# Kihansia
Genre
Kihansia est un genre de plantes de la famille des Triuridaceae.

## Liste d'espèces
Selon Catalogue of Life (17 septembre 2017) :
- Kihansia lovettii Cheek

Selon World Checklist of Selected Plant Families (WCSP) (17 septembre 2017) :
- Kihansia jengiensis Sainge & Kenfack, Kew Bull. (2015)
- Kihansia lovettii Cheek (2003 publ. 2004)

Selon The Plant List (17 septembre 2017) :
- Kihansia lovettii Cheek

Selon Tropicos (17 septembre 2017) :
- Kihansia lovettii Cheek